# ニジヤマーケット

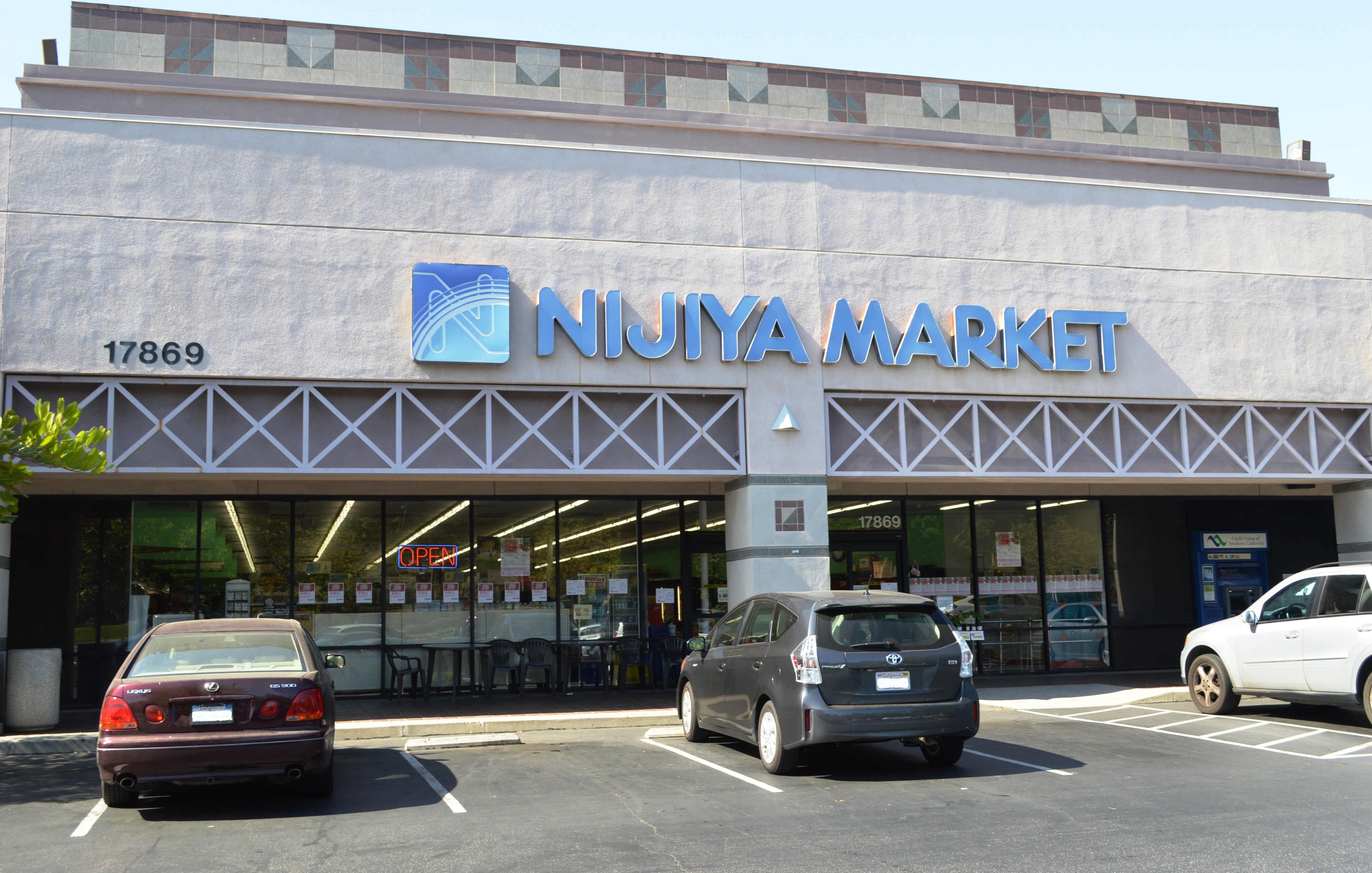
プエンテーヒルズの店

ニジヤマーケット（Nijiya Market）は、アメリカ合衆国のスーパーマーケットチェーンである。

## 概要
日本食料品スーパーマーケットを中心とするカリフォルニア州、ハワイ州に合計12店舗ある。

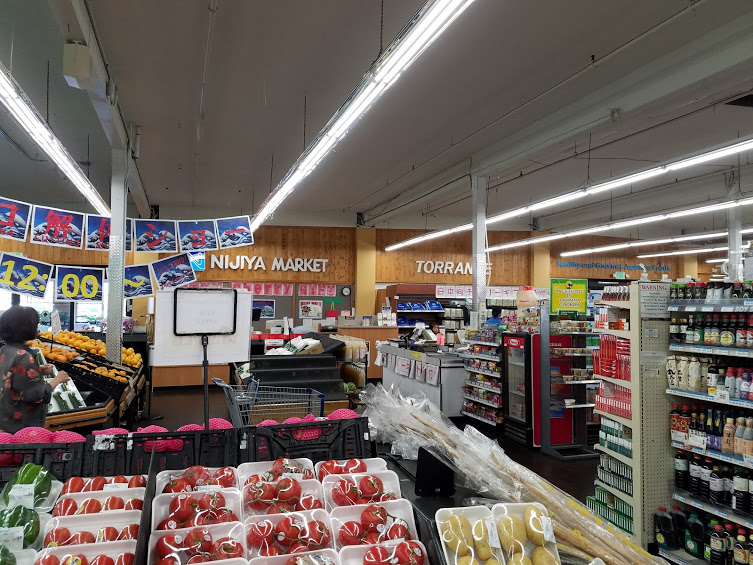
店の入り口 (トーランスの店)
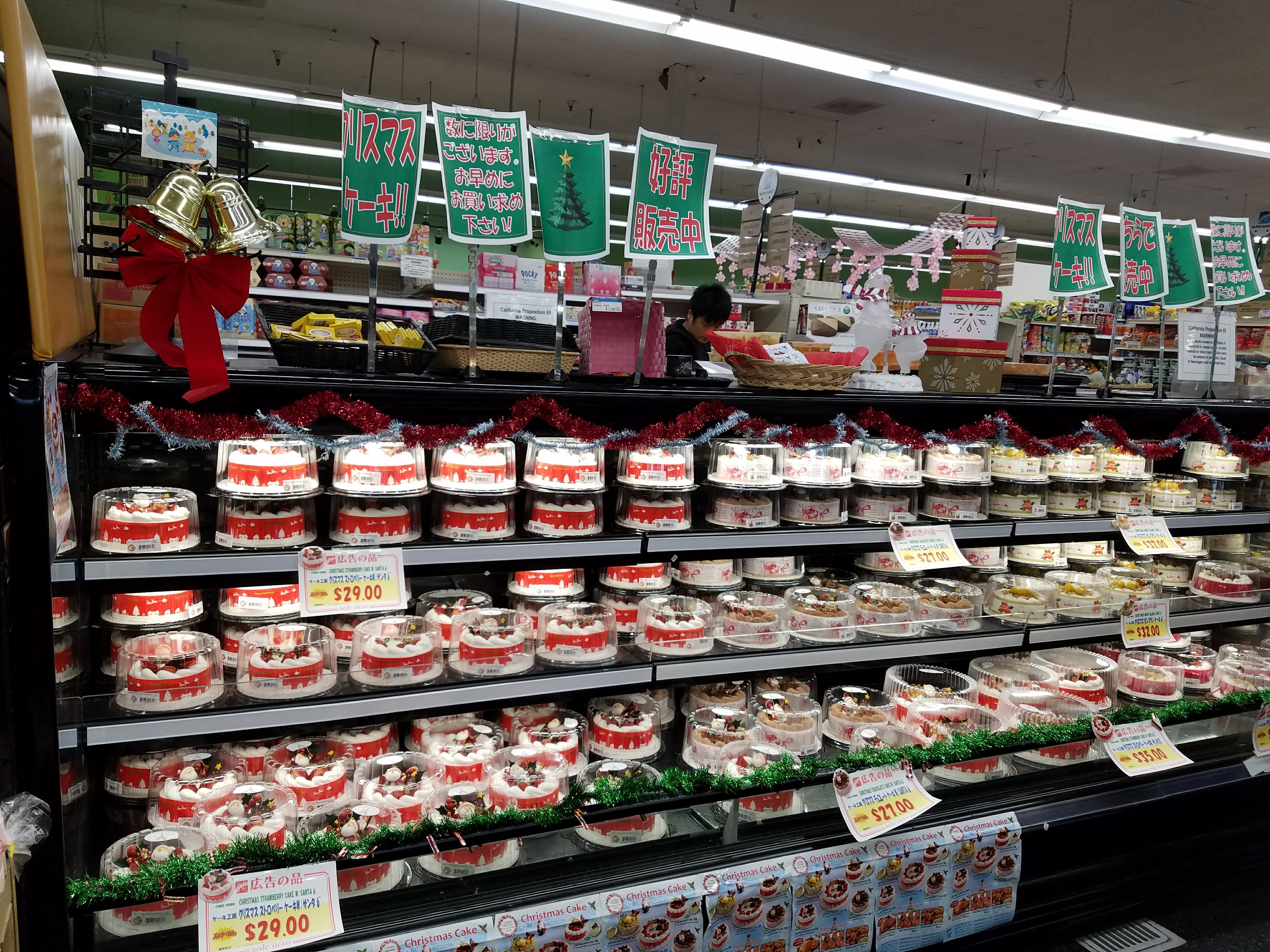
クリスマスケーキ (サンディエゴの店)
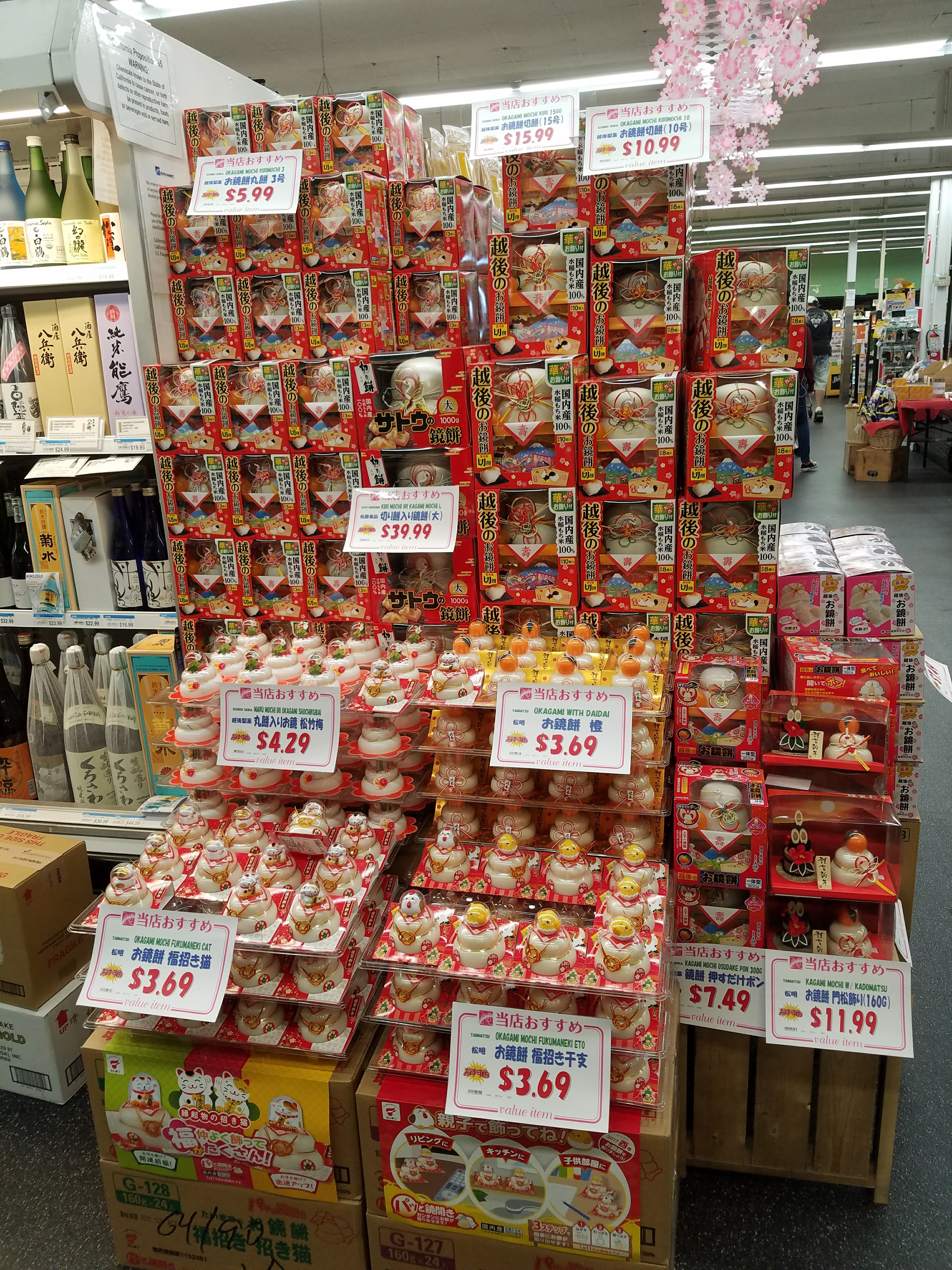
鏡餅 (サンディエゴ)